# Stiftelsen Konung Oscar I:s Minne

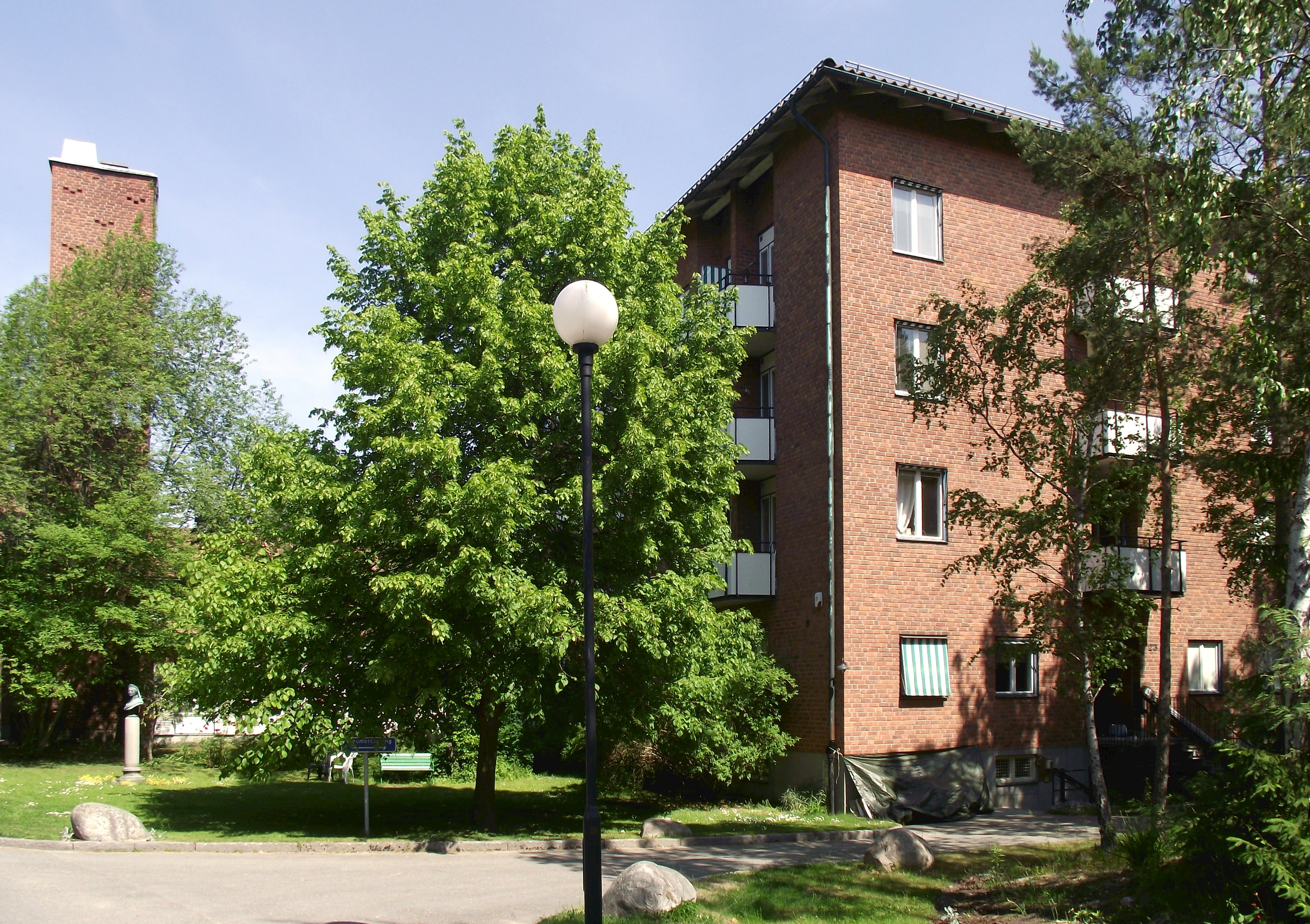
Huset i Bagarmossen.

Stiftelsen Konung Oscar I:s Minne är ett äldreboende i Bagarmossen som invigdes 1953. Stiftelsen grundades av drottning Josefina 1876 till minne av sin make Oscar I, och äldreboendet flyttade från Södermalm i Stockholm till de nybyggda lokalerna. Stiftelsen startades för att ge mindre bemedlade och bildade damer ett gott och fridfullt hem.

## Historia

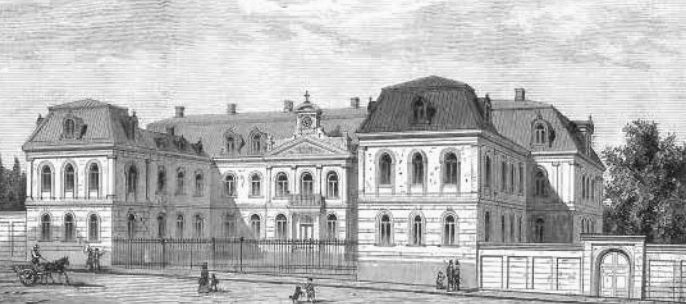
Huset på 1870-talet.

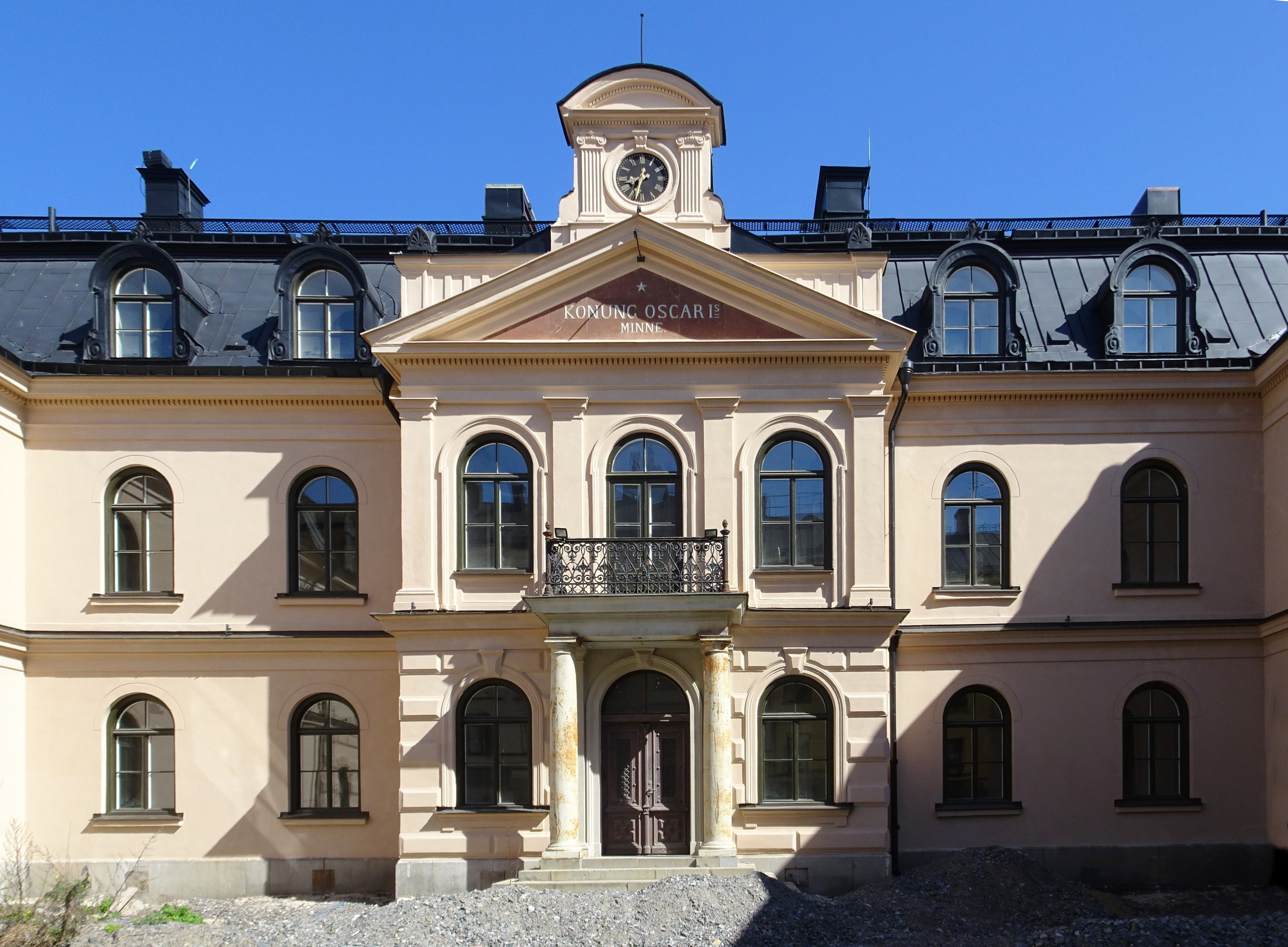
Konung Oscar I:s Minne, 2022.

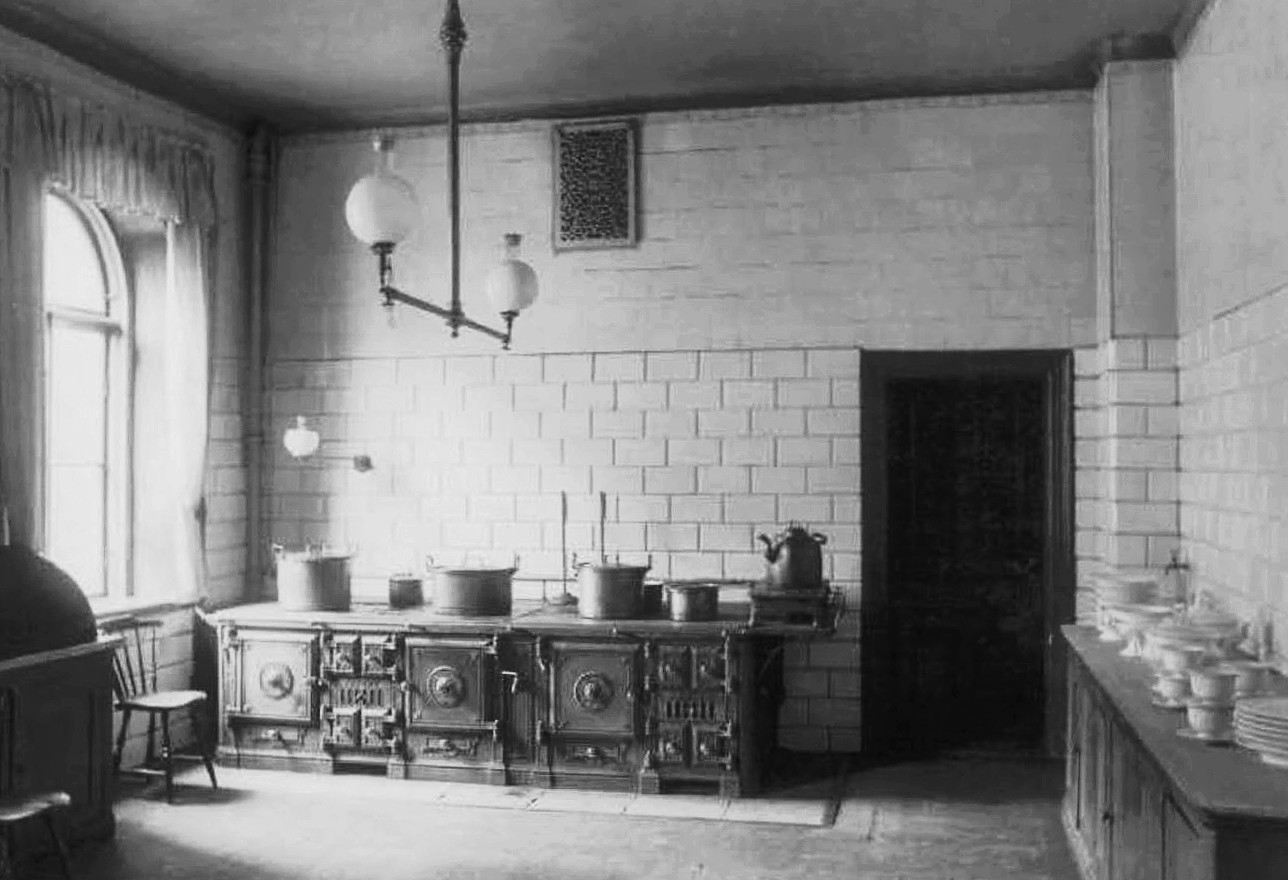
Köket från Björngårdsgatan.

Stiftelsen grundades 1876 av drottning Josefina till minne av hennes make Oscar I. Drottning Josefina uppmärksammade kvinnor som inte var utfattiga men ändå hade svårt att klara sig. Detta var ofta änkor till lägre ämbetsmän och officerare. Detta ledde till att hon grundade Stiftelsen Konung Oscar I:s Minne och Josefinahemmet, dessa var "ett hem för mindre bemedlade fruntimmer af ståndsklassen". Pengarna hade hon fått från Amalia av Leuchtenberg. 
Bygget började 1873, drottningen hade själv varit med och gjort en del av skisserna. Arkitekten var Per Ulrik Stenhammar. Huset blev färdigt i slutet av 1875 och ligger vid Björngårdsgatan 23 på Södermalm. Intill hade Drottning Josefina uppfört Josefinahemmet för fattiga katoliker.

## Flytt till Bagarmossen
När Statens Järnvägar 1946 planerade att utvidga Södra station så skulle en bit av huset bli tvunget att sprängas bort. Därför valde stiftelsen att förhandla med Stockholms stad om att de skulle köpa hela fastigheten vilket det gjorde 1950 för 1 250 000 kronor. Stiftelsen fick även en tomt i Bagarmossen mot en revers på 100 000 kronor Denna summa efterskänktes senare av Stockholms stad. De 1 250 000 kronor som räckte till att bygga det nya huset i Bagarmossen. Arkitekt var Ernst Grönwall och entreprenör Olle Engkvist. Huset blev klart i maj 1952. 
På våren 1953 invigde Gustav VI Adolf det nya hemmet. Många av möblerna var samma som i det ursprungliga huset. Från början var det Elisabethsystrarna som hade hand om verksamheten men 1965 efterträddes de av Serafimsystrar från Polen. Totalt finns det (fr o m juli 2019) 41 lägenheter på 35 kvadrat vardera. Det är fortfarande de polska serafimsystrarna som tar hand om matlagningen och omvårdnaden.
Under 2004 visades på SVT dokumentären "Nunnorna och damerna i Bagarmossen" som handlar om äldreboendet.